# Passionsspiele Engerazhofen

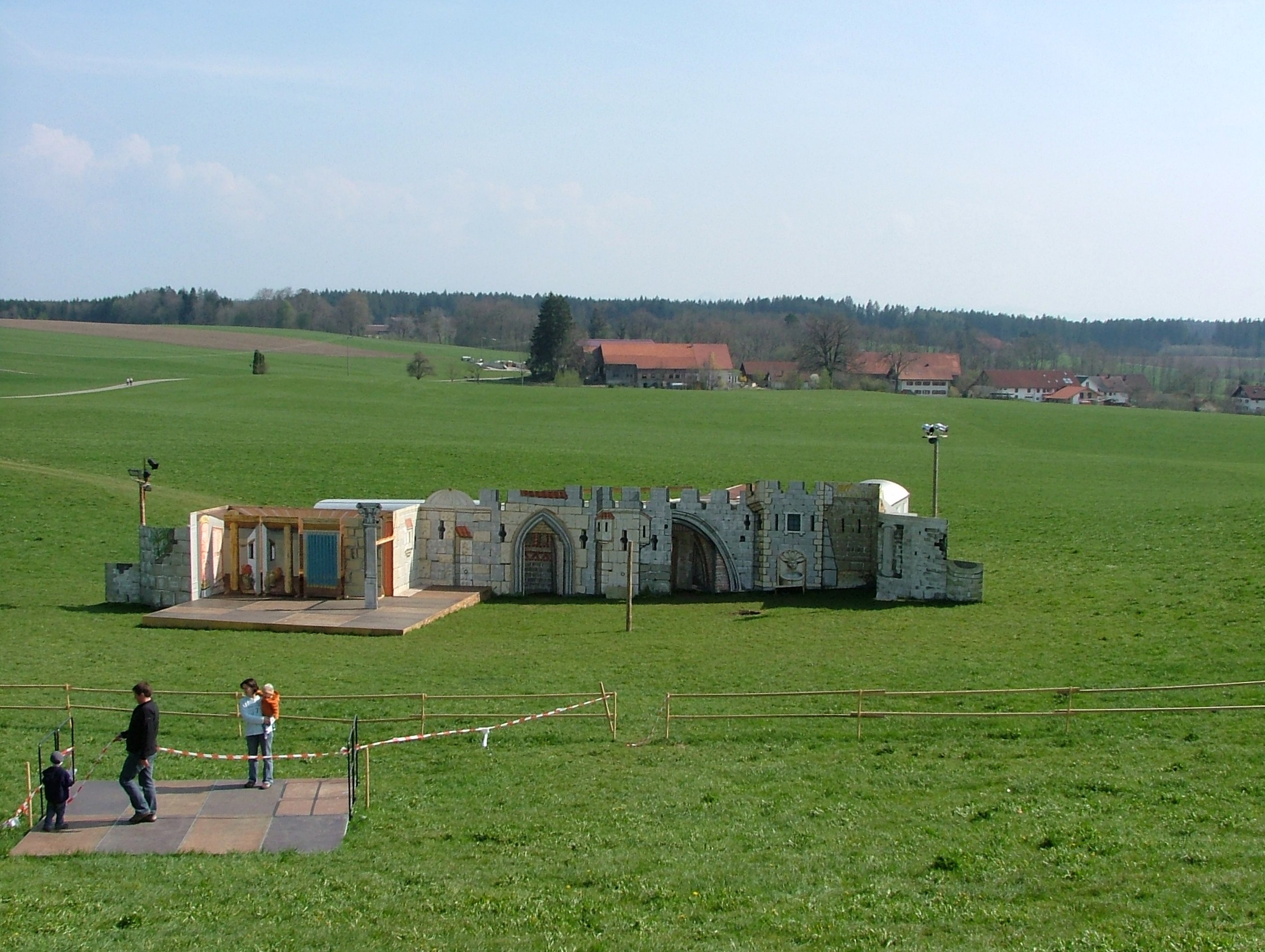
Passionsspiele Engerazhofen 2010

Die Passionsspiele in Engerazhofen, einem Teilort der Gemeinde Gebrazhofen zugehörig zur Stadt Leutkirch im Allgäu, sind ein christliches Passionsspiel, das zum ersten Mal im Jahr 2000 aufgeführt wurde. Weitere Spieljahre waren 2001, 2005, 2010, 2015 und 2025. Inhalt der Aufführung sind Geschichten aus dem Leben Jesu Christi. Dabei kamen in den ersten Jahren über 250 Laiendarsteller der Pfarrgemeinde St. Johann Baptist unter der Spielleitung von Alfred Sipple und der geistlichen Begleitung und Spielleitung von Pfarrer Waldemar Wrobel zum Einsatz. Die Freilichtbühne befand sich auf einer Wiese unmittelbar südlich der Wallfahrtskapelle La Salette im Allgäu. Die Aufführung dauert etwa zwei Stunden.

## Geschichte des Spieles
Die Idee für ein Passionsspiel in Engerazhofen kam dem damaligen Pfarrer Waldemar Wrobel im Jahr 2000. Er wollte nicht nur die Leidensgeschichte Jesu in der Kirche an Karfreitag vorlesen, sondern die Geschichte als Schauspiel zusammen mit seinen Gläubigen nachspielen. Auf seine in der Gemeinde vorgebrachte Idee erklärten sich spontan einhundert Leute bereit, bei dem Spiel mitzumachen. Pfarrer Wrobel wurde inzwischen tournusmäßig innerhalb des Bistums ins 150 km entfernten Bopfingen auf dem Härtsfeld versetzt.
Die Gemeinde Engerazhofen hat 440 Einwohner. Bei der vierten Aufführung des Spieles im Jahre 2010 nahmen 320 Einwohner des Ortes an dem Ereignis teil. 250 wurden als Laiendarsteller eingesetzt und 70 Einwohner beteiligten sich als Helfer, Kostümnäherinnen und Techniker. Die 250 Laiendarsteller unterteilten sich wie folgt: 220 Personen spielten das Volk, wovon 70 Darsteller Kinder sind. Weitere dreißig Personen bildeten den Jüngerkreis Jesu, die zwölf Apostel, die Besatzung der römischen Kommandantur von Jerusalem, zwei Esel, römische Soldaten als Fackelträger und ein Streitwagen des Pilatus mit vier Pferden und Lenker.
Im ersten Jahr 2000 kamen dreitausend Zuschauer zu den vier Aufführungen. 2001 wurden richtige Kostüme genäht und in Requisiten, Bühnentechnik und Musikanlage investiert, so dass fünftausend Zuschauer kamen. Die Requisiten bestanden aus einem Bühnenbild, welches das Stadttor von Jerusalem darstellen soll, das Prätorium des Pontius Pilatus, eine kleine Bühne mit Abendmahlstisch und Stühlen. Das gemalte Bühnenbild ist insgesamt dreißig Meter lang. Die Kleiderkammer der Passionsspiele befindet sich im Haus der Mitte in Engerazhofen und wird von dem Kleiderkammerteam Quartett verwaltet. Im Jahre 2005 kamen zusammen fast achttausend Zuschauer zu den Aufführungen, die keinen Eintritt kosteten.

### Passionsspiel 2010
2010 wurden folgende Szenen aus dem Leben Jesu nachgespielt:
- Auf dem Weg zum Berg - Heilung des Blinden
- Der Berg der Seligpreisungen
- Die Auferweckung der Tochter des Jairus
- Segnung der Kinder
- In der Stadt Jerusalem
- Das letzte Abendmahl
- Auf dem Ölberg
- Jesus vor Pilatus
- Der Kreuzweg
- Kreuzigung und Tod Jesu

Die Bibeltextstellen wurden der Lutherbibel entnommen. Regie und Spielleitung hatten Pfarrer Waldemar Wrobel und Alfred Sipple aus Wolferazhofen. Das Spiel wurde zu einem großen Teil von der Musik aus Richard Wagners Tannhäuser und der Sängerkrieg auf Wartburg untermalt. Während der Spiele und am Ende wurde auf Bitten der Spielleitung kein Beifall geklatscht.

### Passionsspiel 2015
An vier Terminen im April 2015 wurden folgende Szenen gespielt: 
- Auftreten von Johannes dem Täufer
- Jesu Versuchung
- Die Berufung der Apostel
- Die Berufung Levi
- Segnung der Kinder
- In der Stadt Jerusalem
- Das letzte Abendmahl
- Auf dem Ölberg
- Jesus vor Pilatus
- Kreuzweg
- Kreuzigung und Tod Jesu

### Passionsspiel 2025
An drei Terminen im April 2025 wurden folgende Szenen gespielt:
- Heilung des blinden Bartimäus

- Auf dem Berg der Seligpreisungen
- Zu Besuch bei Martha und Maria
- Segnung der Kinder
- Auf dem Weg nach Jerusalem
- Palmsonntag in der Stadt Jerusalem
- Das Abendmahl
- Am Ölberg
- Jesus vor Pilatus
- Kreuzweg
- Kreuzigung und Tod Jesu

## Einzelnachweis
1. ↑  Schwäbische Zeitung: In Engerazhofen ist Passionsspielzeit vom 14. April 2010, abgerufen am 20. April 2010

Koordinaten: 47° 46′ 4,5″ N, 9° 58′ 31,2″ O